# 川口長孺
川口長孺（1772年—1835年），字嬰卿，號緑野，世稱川口助九郎。日本江戶時代晚期的歷史學家與醫學家。他大約出生於明和九年（1772年），是常陸人。小時候跟隨家裡學醫，後來任職於水戶藩的彰考館，後來曾擔任彰考館總裁一職。他也因他的漢學與詩人才華聞名於當時。
他於天保六年（1835年）逝世，享年63歲。
主要作品有《征韓偉略》（1831年）五卷、《臺灣割據志》（1822年）一卷與《臺灣鄭氏紀事》（1828年）三卷等等。《征韓偉略》內容主要是記載朝鮮壬辰衛國戰爭的史事。《臺灣割據志》，以中國年紀元，主要記載天啟元年（1621年）至雍正元年（1723年）有關台灣的史事，以明鄭時期為主軸。《臺灣鄭氏紀事》以日本年紀元，專載明鄭時期的史事，自慶長十七年（1612年）鄭芝龍拜訪日本幕府至元祿十三年（1700年）康熙帝令人將鄭氏遷葬南安為止。三部作品皆為編年體。